# Michal Klíma (politolog)
Michal Klíma (* 1. července 1959 Praha) je český politolog, od roku 2005 rektor Metropolitní univerzity Praha.

## Život
Vystudoval obor historie a vědecký komunismus na Filozofické fakultě Univerzity Karlovy v Praze, promoval v roce 1985. V letech 1991 až 1992 studoval evropskou politiku na univerzitě v Manchesteru ve Spojeném království, kde obhájil titul M.A. Specializuje se na tematiku stranických a volebních systémů a Evropskou unii. Je autor odborných studií, statí a monografií.
Přednášel na Vysoké škole ekonomické v Praze a na Filozofické fakultě Univerzity Palackého v Olomouci. V roce 2005 se stal rektorem Metropolitní univerzity Praha.